# Dasylirion texanum
Dasylirion texanum là một loài thực vật có hoa trong họ Măng tây. Loài này được Scheele mô tả khoa học đầu tiên năm 1850.

## Hình ảnh

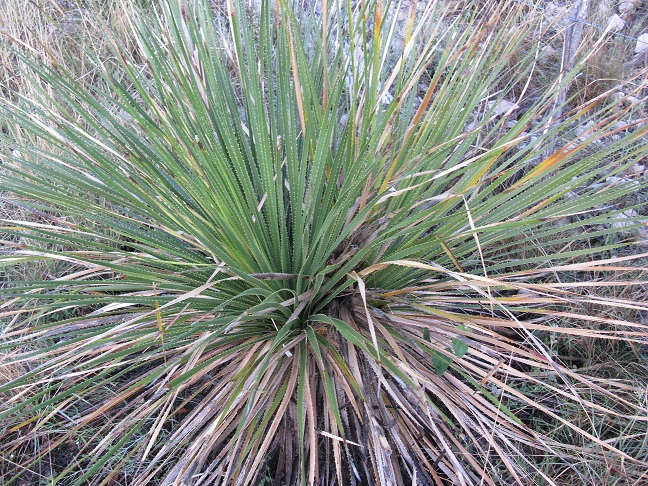
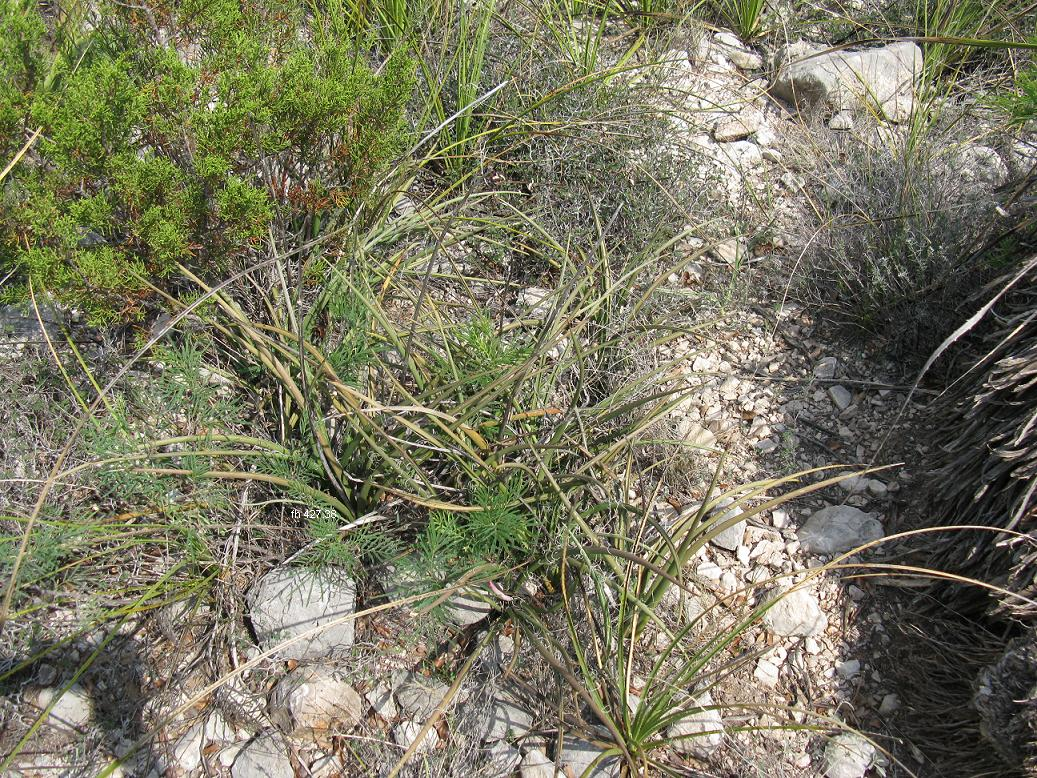